# La Ronde (1950)
La Ronde is een Franse dramafilm uit 1950 onder regie van Max Ophüls. Het scenario is gebaseerd op het toneelstuk Reigen (1897) van de Oostenrijkse auteur Arthur Schnitzler.

## Verhaal
Een verteller vertelt liefdesverhalen uit het Wenen van begin vorige eeuw. Ieder personage krijgt een verhouding met een personage uit het vorige segment van de film. Achtereenvolgens passeren een prostituee, een soldaat, een kamermeisje, een rijkeluiszoon, een getrouwde vrouw, haar man, een jong meisje, een dichter, een actrice en een graaf de revue. Op die manier schetst de verteller „de rondedans des levens”.

## Rolverdeling
| Acteur              | Personage          |
| ------------------- | ------------------ |
| Anton Walbrook      | Verteller          |
| Simone Signoret     | Léocardie          |
| Serge Reggiani      | Franz              |
| Simone Simon        | Marie              |
| Daniel Gélin        | Alfred             |
| Danielle Darrieux   | Emma Breitkopf     |
| Fernand Gravey      | Charles Breitkopf  |
| Odette Joyeux       | Anna               |
| Jean-Louis Barrault | Robert Kuhlenkampf |
| Isa Miranda         | Charlotte          |
| Gérard Philipe      | Graaf              |

## Prijzen en nominaties
| Jaar | Prijs   | Categorie                      | Genomineerde(n)             | Uitslag     |
| ---- | ------- | ------------------------------ | --------------------------- | ----------- |
| 1951 | BAFTA's | Beste film                     | Max Ophüls                  | Gewonnen    |
| 1951 | Oscars  | Beste bewerkte scenario        | Jacques Natanson Max Ophüls | Genomineerd |
| 1951 | Oscars  | Beste artdirection - zwart-wit | Jean d'Eaubonne             | Genomineerd |